# Capital MetroRail
El Tren de Cercanías de Austin  o Capital MetroRail es un sistema de tren de cercanías que abastece al área metropolitana de Austin, Texas. Inaugurado el 22 de marzo de 2010, actualmente el Tren de Cercanías de Austin cuenta con 1 línea y 9 estaciones.

## Administración
El Tren de Cercanías de Austin es administrado por la Capital Metropolitan Transportation Authority.